# Coupe d'Europe de rugby à XV 2016-2017
Navigation
ERCC1 2015-2016 ERCC1 2017-2018
La Coupe d'Europe de rugby à XV 2016-2017, la vingt-deuxième, oppose vingt équipes anglaises, écossaises, françaises, galloises, irlandaises et italiennes.
La compétition se déroule du 14 octobre 2016 au 13 mai 2017, date de la finale au Murrayfield Stadium d'Edimbourg

## Présentation

### Équipes en compétition
Les vingt équipes qualifiées sont réparties comme suit :
- les six premiers de Premiership;
- les six premiers du Top 14;
- les meilleures franchises irlandaise, écossaise, galloise et italienne du Pro12;
- les trois autres clubs les mieux classés à l'issue de la saison;
- la vingtième place est attribuée au vainqueur du Challenge européen de l'édition précédente.

La liste des clubs participants est donc la suivante :
| - Saracens (Coupe d'Europe, Premiership) - Exeter Chiefs - Wasps - Leicester Tigers - Northampton Saints - Sale Sharks | - Racing 92 (Top 14) - RC Toulon - ASM Clermont - Montpellier HR (Challenge européen) - Stade toulousain - Castres olympique - Union Bordeaux Bègles | - Connacht Rugby (Pro12) - Leinster Rugby - Glasgow Warriors - Ulster Rugby - Scarlets - Munster Rugby - Zebre |

### Tirage au sort
Le tirage a eu lieu le 29 juin 2016 au Théâtre du Passage à Neuchâtel. Les équipes sont placées dans quatre chapeaux selon leur résultat en phase finale et soumises à un tirage au sort.
Les quatre chapeaux pour le tirage des poules de la Champions Cup 2016-2017 :
| Chapeau 1      | Chapeau 2        | Chapeau 3          | Chapeau 4             |
| -------------- | ---------------- | ------------------ | --------------------- |
| Racing 92      | RC Toulon        | Leicester Tigers   | Castres olympique     |
| Saracens       | ASM Clermont     | Ulster Rugby       | Sale Sharks           |
| Connacht Rugby | Wasps            | Stade toulousain   | Munster Rugby         |
| Exeter Chiefs  | Glasgow Warriors | Northampton Saints | Zebre                 |
| Leinster Rugby | Montpellier HR   | Scarlets           | Union Bordeaux Bègles |

### Format
Les formations s'affrontent dans une première phase de groupes en matches aller-retour (six matches pour chacune des équipes soit douze rencontres par groupe). Quatre points sont accordés pour une victoire et deux pour un nul et rien pour une défaite. De plus, des bonus peuvent être accordés par aux équipes qui inscrivent au moins quatre essais et/ou  perdant par sept points d'écart ou moins. Les cinq équipes arrivées en tête de leur poule, classées de 1 à 5, et les trois meilleurs deuxièmes, classées 6, 7 et 8 sont qualifiées pour la seconde phase éliminatoire. Les oppositions en quarts de finale sont définies de la manière suivante : équipe 1 contre équipe 8, 2 contre7, 3 - 6 et 4 - 5.

## Phase de poules

### Notations et règles de classement
Dans les tableaux de classement suivants, les couleurs signifient :
|  | Qualifiée pour les quarts de finale.      |
|  | Qualifiée en tant que meilleure deuxième. |
|  | T : tenant du titre 2016                  |

Attribution des points
- 5 points : victoire sur tapis vert;
- 4 points : victoire;
- 2 points : match nul;
- 1 point : bonus offensif (au moins quatre essais marqués);
- 1 point : bonus défensif (défaite par au plus sept points d'écart);
- -2 points : forfait.

Départage des équipes :
- Équipes de la même poule

1/ points classement ; 2/ points classement obtenus dans les matchs entre équipes concernées ; 3: points terrain obtenus dans les matchs entre équipes concernées ; 4/ nombre d'essais marqués dans les matchs entre équipes concernées ; 5/ différence de points ; 6/ nombre d'essais marqués ; 7/ plus bas nombre de joueurs suspendus/expulsés pour incident ; 8/ tirage au sort
- Équipes de poules différentes

1/ points classement ; 2/ différence de points ; 3/ nombre d'essais marqués ; 4/ plus bas nombre de joueurs suspendus/expulsés pour incident ; 5/ tirage au sort.

### Poule 1
| Rang | Équipe           | J | V | N | D | Em | Ee | Bo | Bd | Pm  | Pe  | Diff | Pts |
| ---- | ---------------- | - | - | - | - | -- | -- | -- | -- | --- | --- | ---- | --- |
| 1    | Munster          | 6 | 5 | 0 | 1 | 18 | 4  | 3  | 1  | 160 | 64  | +96  | 24  |
| 2    | Glasgow Warriors | 6 | 4 | 0 | 2 | 18 | 10 | 2  | 1  | 160 | 86  | +74  | 19  |
| 3    | Leicester Tigers | 6 | 2 | 0 | 4 | 3  | 23 | 0  | 0  | 61  | 190 | -129 | 8   |
| 4    | Racing 92        | 6 | 1 | 0 | 5 | 12 | 14 | 1  | 0  | 89  | 130 | -41  | 5   |

### Poule 2
| Rang | Équipe           | J | V | N | D | Em | Ee | Bo | Bd | Pm  | Pe  | Diff | Pts |
| ---- | ---------------- | - | - | - | - | -- | -- | -- | -- | --- | --- | ---- | --- |
| 1    | Wasps            | 6 | 4 | 1 | 1 | 28 | 13 | 3  | 1  | 210 | 112 | +98  | 22  |
| 2    | Stade toulousain | 6 | 3 | 1 | 2 | 22 | 10 | 2  | 2  | 164 | 91  | +73  | 18  |
| 3    | Connacht         | 6 | 4 | 0 | 2 | 26 | 15 | 2  | 0  | 188 | 118 | +70  | 18  |
| 4    | Zebre            | 6 | 0 | 0 | 6 | 11 | 49 | 0  | 0  | 90  | 331 | -241 | 0   |

### Poule 3
| Rang | Équipe      | J | V | N | D | Em | Ee | Bo | Bd | Pm  | Pe  | Diff | Pts |
| ---- | ----------- | - | - | - | - | -- | -- | -- | -- | --- | --- | ---- | --- |
| 1    | Saracens    | 6 | 5 | 1 | 0 | 20 | 6  | 2  | 0  | 181 | 87  | +94  | 24  |
| 2    | RC Toulon   | 6 | 3 | 0 | 3 | 12 | 10 | 2  | 2  | 120 | 100 | +20  | 16  |
| 3    | Scarlets    | 6 | 2 | 1 | 3 | 11 | 15 | 0  | 1  | 141 | 154 | -13  | 11  |
| 4    | Sale Sharks | 6 | 1 | 0 | 5 | 7  | 19 | 0  | 0  | 66  | 167 | -101 | 4   |

### Poule 4
| Rang | Équipe             | J | V | N | D | Em | Ee | Bo | Bd | Pm  | Pe  | Diff | Pts |
| ---- | ------------------ | - | - | - | - | -- | -- | -- | -- | --- | --- | ---- | --- |
| 1    | Leinster           | 6 | 4 | 1 | 1 | 31 | 10 | 4  | 1  | 227 | 87  | +140 | 23  |
| 2    | Montpellier HR     | 6 | 3 | 0 | 3 | 15 | 15 | 2  | 2  | 120 | 149 | -29  | 16  |
| 3    | Castres olympique  | 6 | 2 | 1 | 3 | 15 | 20 | 1  | 1  | 144 | 147 | -3   | 12  |
| 4    | Northampton Saints | 6 | 2 | 0 | 4 | 10 | 26 | 0  | 1  | 91  | 199 | -108 | 9   |

### Poule 5
| Rang | Équipe                | J | V | N | D | Em | Ee | Bo | Bd | Pm  | Pe  | Diff | Pts |
| ---- | --------------------- | - | - | - | - | -- | -- | -- | -- | --- | --- | ---- | --- |
| 1    | ASM Clermont          | 6 | 5 | 0 | 1 | 27 | 18 | 5  | 1  | 211 | 131 | +80  | 26  |
| 2    | Union Bordeaux Bègles | 6 | 3 | 0 | 3 | 11 | 13 | 1  | 1  | 118 | 120 | -2   | 14  |
| 3    | Exeter Chiefs         | 6 | 2 | 0 | 4 | 13 | 17 | 2  | 2  | 110 | 146 | -36  | 12  |
| 4    | Ulster                | 6 | 2 | 0 | 4 | 16 | 19 | 1  | 1  | 131 | 173 | -42  | 10  |

## Phase finale
Les cinq premières équipes ainsi que les trois meilleures deuxièmes sont qualifiées pour les quarts de finale. Elles sont classées dans l'ordre suivant pour obtenir le tableau des quarts de finale : les vainqueurs de poule sont classées de 1 à 5 en fonction du nombre de points obtenus; les quatre meilleures premières de poule sont classées de 1 à 4 et reçoivent en quart de finale.
Les équipes sont départagées selon les critères suivants :
- plus grand nombre de points de classement,
- meilleure différence de points,
- plus grand nombre d'essais marqués.

| Rang | Clubs            | Matches joués | Pts | Diff | EM |
| ---- | ---------------- | ------------- | --- | ---- | -- |
| 1    | ASM Clermont     | 6             | 26  | +80  | 27 |
| 2    | Munster          | 6             | 24  | +96  | 18 |
| 3    | Saracens         | 6             | 24  | +94  | 20 |
| 4    | Leinster         | 6             | 23  | +140 | 31 |
| 5    | Wasps            | 6             | 22  | +98  | 28 |
| 6    | Glasgow Warriors | 6             | 19  | +74  | 18 |
| 7    | Stade toulousain | 6             | 18  | +73  | 22 |
| 8    | RC Toulon        | 6             | 16  | +20  | 12 |

### Tableau final
|  | Quarts de finale                                           | Quarts de finale                                           |              |    | Demi-finales                            | Demi-finales                            |  |  | Finale                                           | Finale                                           |
|  | Quarts de finale                                           | Quarts de finale                                           |              |    | Demi-finales                            | Demi-finales                            |  |  | Finale                                           | Finale                                           |
|  |                                                            |                                                            |              |    |                                         |                                         |  |  |                                                  |                                                  |
|  | le 2 avril 2017 au Stade Marcel-Michelin, Clermont-Ferrand | le 2 avril 2017 au Stade Marcel-Michelin, Clermont-Ferrand |              |    | le 23 avril 2017 au Stade Gerland, Lyon | le 23 avril 2017 au Stade Gerland, Lyon |  |  | le 13 mai 2017 au Murrayfield Stadium, Edimbourg | le 13 mai 2017 au Murrayfield Stadium, Edimbourg |
|  | le 2 avril 2017 au Stade Marcel-Michelin, Clermont-Ferrand | le 2 avril 2017 au Stade Marcel-Michelin, Clermont-Ferrand |              |    | le 23 avril 2017 au Stade Gerland, Lyon | le 23 avril 2017 au Stade Gerland, Lyon |  |  | le 13 mai 2017 au Murrayfield Stadium, Edimbourg | le 13 mai 2017 au Murrayfield Stadium, Edimbourg |
|  | ASM Clermont                                               | 29                                                         |              |    | le 23 avril 2017 au Stade Gerland, Lyon | le 23 avril 2017 au Stade Gerland, Lyon |  |  | le 13 mai 2017 au Murrayfield Stadium, Edimbourg | le 13 mai 2017 au Murrayfield Stadium, Edimbourg |
|  | ASM Clermont                                               | 29                                                         |              |    | le 23 avril 2017 au Stade Gerland, Lyon | le 23 avril 2017 au Stade Gerland, Lyon |  |  | le 13 mai 2017 au Murrayfield Stadium, Edimbourg | le 13 mai 2017 au Murrayfield Stadium, Edimbourg |
|  | RC Toulon                                                  | 9                                                          |              |    | le 23 avril 2017 au Stade Gerland, Lyon | le 23 avril 2017 au Stade Gerland, Lyon |  |  | le 13 mai 2017 au Murrayfield Stadium, Edimbourg | le 13 mai 2017 au Murrayfield Stadium, Edimbourg |
|  | RC Toulon                                                  | 9                                                          | ASM Clermont | 27 |                                         |                                         |  |  | le 13 mai 2017 au Murrayfield Stadium, Edimbourg | le 13 mai 2017 au Murrayfield Stadium, Edimbourg |
|  | le 1er avril 2017 à l'Aviva Stadium, Dublin                |                                                            | ASM Clermont | 27 |                                         |                                         |  |  | le 13 mai 2017 au Murrayfield Stadium, Edimbourg | le 13 mai 2017 au Murrayfield Stadium, Edimbourg |
|  |                                                            | Leinster                                                   | 22           |    |                                         |                                         |  |  | le 13 mai 2017 au Murrayfield Stadium, Edimbourg | le 13 mai 2017 au Murrayfield Stadium, Edimbourg |
|  | Leinster                                                   | Leinster                                                   | 22           | 32 |                                         |                                         |  |  | le 13 mai 2017 au Murrayfield Stadium, Edimbourg | le 13 mai 2017 au Murrayfield Stadium, Edimbourg |
|  | Leinster                                                   |                                                            |              | 32 |                                         |                                         |  |  | le 13 mai 2017 au Murrayfield Stadium, Edimbourg | le 13 mai 2017 au Murrayfield Stadium, Edimbourg |
|  | Wasps                                                      | 17                                                         |              |    |                                         |                                         |  |  | le 13 mai 2017 au Murrayfield Stadium, Edimbourg | le 13 mai 2017 au Murrayfield Stadium, Edimbourg |
|  | Wasps                                                      | 17                                                         | ASM Clermont | 17 |                                         |                                         |  |  |                                                  |                                                  |
|  | le 1er avril 2017 au Thomond Park, Limerick                |                                                            | ASM Clermont | 17 |                                         |                                         |  |  |                                                  |                                                  |
|  |                                                            | Saracens                                                   | 28           |    |                                         |                                         |  |  |                                                  |                                                  |
|  | Munster                                                    | Saracens                                                   | 28           | 41 |                                         |                                         |  |  |                                                  |                                                  |
|  | Munster                                                    | le 22 avril 2017 à l'Aviva Stadium, Dublin                 |              | 41 |                                         |                                         |  |  |                                                  |                                                  |
|  | Stade toulousain                                           | 16                                                         |              |    |                                         |                                         |  |  |                                                  |                                                  |
|  | Stade toulousain                                           | 16                                                         | Munster      | 10 |                                         |                                         |  |  |                                                  |                                                  |
|  | le 2 avril 2017 à l'Allianz Park, Londres                  |                                                            | Munster      | 10 |                                         |                                         |  |  |                                                  |                                                  |
|  |                                                            | Saracens                                                   | 26           |    |                                         |                                         |  |  |                                                  |                                                  |
|  | Saracens                                                   | Saracens                                                   | 26           | 38 |                                         |                                         |  |  |                                                  |                                                  |
|  | Saracens                                                   |                                                            |              | 38 |                                         |                                         |  |  |                                                  |                                                  |
|  | Glasgow Warriors                                           | 13                                                         |              |    |                                         |                                         |  |  |                                                  |                                                  |
|  | Glasgow Warriors                                           | 13                                                         |              |    |                                         |                                         |  |  |                                                  |                                                  |

### Quarts de finale
| 1er avril 2017 16 h 15 | Leinster | 32 - 17 (22 - 3) | Wasps | Aviva Stadium, Dublin 50 266 spectateurs Arbitre : Nigel Owens |
| 1er avril 2017 16 h 15 | Essai(s) : 4 Nacewa (14e), Conan (33e), Henshaw (40e), McFadden (73e) Transformation(s) : 3 Sexton (34e, 40e+1, 75e) Pénalité(s) : 2 Sexton (6e, 48e) |                  | Essai(s) : 2 Wade (52e), Gopperth (59e) Transformation(s) : 2 Gopperth (53e, 61e) Pénalité(s) : 1 Gopperth (31e) | Aviva Stadium, Dublin 50 266 spectateurs Arbitre : Nigel Owens |
| 1er avril 2017 16 h 15 | |                  | | Aviva Stadium, Dublin 50 266 spectateurs Arbitre : Nigel Owens |

| 1er avril 2017 18 h 45 | Munster | 41 - 16 (13 - 9) | Stade toulousain | Thomond Park, Limerick 26 200 spectateurs Arbitre : JP Doyle |
| 1er avril 2017 18 h 45 | Essai(s) : 4 Ryan (4e), Stander (47e), Sweetnam (75e), Conway (79e) Transformation(s) : 3 Bleyendaal (4e, 77e, 80e) Pénalité(s) : 5 Bleyendaal (9e, 26e, 42e, 52e, 74e) |                  | Essai(s) : 1 Perez (54e) Transformation(s) : 1 Doussain (55e) Pénalité(s) : 3 Doussain (19e, 31e, 40e) Carton(s) jaune(s) : 1 Cros (1re) | Thomond Park, Limerick 26 200 spectateurs Arbitre : JP Doyle |
| 1er avril 2017 18 h 45 | |                  | | Thomond Park, Limerick 26 200 spectateurs Arbitre : JP Doyle |

| 2 avril 2017 14 h 00 | Saracens | 38 - 13 (14 - 3) | Glasgow Rugby                                                          | Allianz Park, Londres 15 000 , spectateurs Arbitre : Jérôme Garcès |
| 2 avril 2017 14 h 00 | Essai(s) : 4 Ashton (30e, 77e), Bosch (58e), Barritt (73e) Transformation(s) : 3 Farrell (59e, 74e, 78e) Pénalité(s) : 4 Farrell (8e, 14e, 26e, 69e) |                  | Essai(s) : 2 Jones (47e), Wilson (80e+1) Pénalité(s) : 1 Russell (10e) | Allianz Park, Londres 15 000 , spectateurs Arbitre : Jérôme Garcès |
| 2 avril 2017 14 h 00 | |                  |                                                                        | Allianz Park, Londres 15 000 , spectateurs Arbitre : Jérôme Garcès |

| 2 avril 2017 16 h 15 | ASM Clermont | 29 - 9 (6 - 6) | RC Toulon                                 | Stade Marcel-Michelin, Clermont-Ferrand 18 873 spectateurs Arbitre : Wayne Barnes |
| 2 avril 2017 16 h 15 | Essai(s) : 2 Nakaitaci (61e), Penaud (80e+1) Transformation(s) : 2 Parra (62e, 80e+2) Pénalité(s) : 4 Parra (4e, 28e, 44e, 77e) Drop(s) : 1 Lopez (70e) |                | Pénalité(s) : 3 Halfpenny (20e, 33e, 57e) | Stade Marcel-Michelin, Clermont-Ferrand 18 873 spectateurs Arbitre : Wayne Barnes |
| 2 avril 2017 16 h 15 | |                |                                           | Stade Marcel-Michelin, Clermont-Ferrand 18 873 spectateurs Arbitre : Wayne Barnes |

### Demi-finales
| 22 avril 2017 16 h 15 | Munster                                                                                        | 10 - 26 (3 - 6) | Saracens | Aviva Stadium, Dublin 51 300 spectateurs Arbitre : Romain Poite |
| 22 avril 2017 16 h 15 | Essai(s) : 1 Stander (80e) Transformation(s) : 1 Keatley (80e) Pénalité(s) : 1 Bleyendaal (7e) |                 | Essai(s) : 2 M.Vunipola (54e), Wyles (70e) Transformation(s) : 2 Farrell (55e, 71e) Pénalité(s) : 4 Farrell (17e, 35e, 64e, 75e) Carton(s) jaune(s) : 1 Wray (23e) | Aviva Stadium, Dublin 51 300 spectateurs Arbitre : Romain Poite |
| 22 avril 2017 16 h 15 |                                                                                                |                 | | Aviva Stadium, Dublin 51 300 spectateurs Arbitre : Romain Poite |

| 23 avril 2017 16 h 00 | ASM Clermont | 27 - 22 (15 - 3) | Leinster | Matmut Stadium Gerland, Lyon 40 024 spectateurs Arbitre : Nigel Owens |
| 23 avril 2017 16 h 00 | Essai(s) : 2 Yato (4e), Strettle (15e) Transformation(s) : 1 Parra (5e) Pénalité(s) : 3 Parra (9e, 57e), Lopez (72e) Drop(s) : 2 Lopez (65e, 76e) |                  | Essai(s) : 1 Ringrose (68e) Transformation(s) : 1 Sexton (69e) Pénalité(s) : 5 Sexton (40e+3, 44e, 49e, 53e, 79e) | Matmut Stadium Gerland, Lyon 40 024 spectateurs Arbitre : Nigel Owens |
| 23 avril 2017 16 h 00 | |                  | | Matmut Stadium Gerland, Lyon 40 024 spectateurs Arbitre : Nigel Owens |

### Finale
| 13 mai 2017 17 h 00 | ASM Clermont                                                                                                   | 17 - 28 (7 - 12) | Saracens | Murrayfield Stadium, Edinburgh 52 272 spectateurs Arbitre : Nigel Owens |
| 13 mai 2017 17 h 00 | Essai(s) : 2 Lamerat (27e), Abendanon (52e) Transformation(s) : 2 Parra (28e, 53e) Pénalité(s) : 1 Parra (61e) |                  | Essai(s) : 3 Ashton (13e), Kruis (22e), Goode (73e) Transformation(s) : 2 Farrell (23e, 74e) Pénalité(s) : 3 Farrell (51e, 58e, 79e) | Murrayfield Stadium, Edinburgh 52 272 spectateurs Arbitre : Nigel Owens |
| 13 mai 2017 17 h 00 | |                  | | Murrayfield Stadium, Edinburgh 52 272 spectateurs Arbitre : Nigel Owens |

## Statistiques

### Meilleurs réalisateurs
| Rang | Joueur           | Club             | Essais | Transf. | Pén. | Drops | Points |
| ---- | ---------------- | ---------------- | ------ | ------- | ---- | ----- | ------ |
| 1    | Owen Farrell     | Saracens         | 1      | 20      | 27   | 0     | 126    |
| 2    | Tyler Bleyendaal | Munster          | 1      | 16      | 20   | 0     | 97     |
| 3    | Morgan Parra     | ASM Clermont     | 0      | 25      | 13   | 0     | 94     |
| 4    | Isa Nacewa       | Leinster         | 7      | 12      | 7    | 0     | 80     |
| 5    | Leigh Halfpenny  | RC Toulon        | 2      | 9       | 17   | 0     | 79     |
| 6    | Finn Russell     | Glasgow Warriors | 0      | 12      | 13   | 0     | 63     |
| 7    | Jimmy Gopperth   | Wasps            | 1      | 15      | 8    | 0     | 59     |
| 8    | Paddy Jackson    | Ulster           | 1      | 12      | 8    | 1     | 56     |
| 9    | Rhys Patchell    | Scarlets         | 0      | 7       | 14   | 0     | 56     |
| 10   | Jonathan Sexton  | Leinster         | 0      | 8       | 8    | 0     | 40     |

### Meilleurs marqueurs
| Rang | Joueur         | Club           | Essais |
| ---- | -------------- | -------------- | ------ |
| 1    | Isa Nacewa     | Leinster       | 7      |
| 2    | Nick Abendanon | ASM Clermont   | 6      |
| -    | Chris Ashton   | Saracens       | 6      |
| 4    | Nemani Nadolo  | Montpellier HR | 5      |
| 5    | Josh Bassett   | Wasps          | 4      |
| -    | Jack Conan     | Leinster       | 4      |
| -    | Wesley Fofana  | ASM Clermont   | 4      |
| -    | Noa Nakaitaci  | ASM Clermont   | 4      |
| -    | Simon Zebo     | Munster        | 4      |